# تینکر ۲۲۸۳۰
سیارک ۲۲۸۳۰ (به انگلیسی: 22830 Tinker، نامگذاری:1999RW52) بیست و دو هزار و هشتصد و سی‌امین سیارک کشف شده‌است که در ۷ سپتامبر ۱۹۹۹ کشف شد.
قدر مطلق سیارک برابر ۱۷.۰ است.